# Rest in Sleaze
Rest in Sleaze är ett album av den svenska hårdrockgruppen Crashdïet, utgivet 2005. Albumet är producerat av Platform (Chris Laney och Anders Ringman) och Grizzly/Tysper (Gustav Jonsson och Tommy Tysper). Det var gruppens debutalbum och det enda med originalsångaren Dave Lepard, som dog året därpå.
Skivan skulle ha släppts runt 2003, men blev försenat till slutet av 2005. Den innehåller singlarna "Riot In Everyone", den Dokken-inspirerade "Breakin' the Chainz" och "It's a Miracle". Den japanska versionen innehåller också den osläppta låten "Tomorrow" och videomaterial.

## Låtlista
1. "Knokk 'em Down" (Dave Lepard) - 3:36
2. "Riot in Everyone" (Dave Lepard,  Martin Sweet) - 3:57
3. "Queen Obscene / 69 Shots" (Dave Lepard) - 3:45
4. "Breakin' the Chainz" (Dave Lepard, Martin Sweet) - 3:02
5. "Needle in Your Eye" (Dave Lepard, Martin Sweet) - 3:48
6. "Tikket" (Dave Lepard) - 3:33
7. "Out of Line" (Dave Lepard) - 3:43
8. "It's a Miracle" (Dave Lepard, Martin Sweet) - 3:30
9. "Straight Outta Hell" (Dave Lepard, Martin Sweet) - 2:59
10. "Back on Trakk" (Dave Lepard, Martin Sweet) - 3:40

## Medverkande
- Dave Lepard - Sång och Gitarr
- Martin Sweet - Gitarr
- Peter London - Bas
- Eric Young - Trummor